# 西桂太
西 桂太（にし けいた、1931年3月31日 - ）は、日本の男性俳優、声優、演出家、映像ディレクター、吹き替えディレクター、翻訳家、劇作家。本名及び演出家としての名義は大西 桂太。翻訳家としての名義は秋元 良介。大阪府出身。

## 来歴・人物
1956年、大学在学中にぶどうの会演出部に入団。早稲田大学演劇科卒業後はTBS放送劇団、青年工房、土の会で俳優・声優として活動後、フリーランスとなり、日本合唱センター、劇団アトリエ座、劇団どらま座、声の劇団イマージュ（代表を経て、顧問）、演劇企画集団「人」などを設立した。
日活芸術学院、東京アナウンス学院などで講師も行っていた。
2017年、親戚関係にあたる高嶺巌によって引退していることが明かされた。

## 出演作品

### テレビアニメ
1963年
- 鉄腕アトム (アニメ第1作)（ヤコレフ博士、工事長）

1964年
- 0戦はやと

1965年
- ジャングル大帝（警察署長）
- スーパージェッター（悪漢首領）

1966年
- ジャングル大帝 進めレオ!
- ハリスの旋風（国松の父）

1967年
- リボンの騎士（ウラナール）

1968年
- わんぱく探偵団（桜井博士）

1971年
- アニメンタリー 決断
- アンデルセン物語
- 国松さまのお通りだい（父ちゃん）
- ゲゲゲの鬼太郎（第2作）（金井）
- さるとびエッちゃん（老人）
- 天才バカボン

1972年
- 樫の木モック（ブラッド）

### 劇場アニメ
- わんわん忠臣蔵（1963年、野良犬[12]）
- スーパージェッター（1965年、悪漢首領）
- 孫悟空が始まるよー 黄風大王の巻（1966年、黄風大王）

### 吹き替え

#### 映画
- ウィンチェスター銃'73
- 艦長ホレーショ
- 危険がいっぱい（ハリー〈ソレル・ブルック〉）
- 救命艇（ガス/ウィリアム・ベンディックス）※テレビ放送版
- 祖国は誰れのものぞ（スティモーロ大尉〈ジャン・マリア・ヴォロンテ〉）
- トレント最後の事件（シグ・アンダーソン〈オーソン・ウェルズ〉）
- ハスラー（バート・ゴードン〈ジョージ・C・スコット〉）
- バットマン対グリーン・ホーネット（大佐の部下〈リコ・カッタニ〉）
- 引き裂かれたカーテン（ハインリッヒ・ゲルハルト〈ハンスイェルク・フェルミ〉）※TBS版
- フランケンシュタインの怒り
- 野生のエルザ（ワトソン〈ジェフリー・ベスト〉）※TBS版
- 野獣暁に死す（フランシス・コルト・モラン〈ウィリアム・バーガー〉）

#### ドラマ
- FBIアメリカ連邦警察（#5 情報屋レオン・マイヤーソン〈スタンレー・シュナイダー〉、#20 ミラー〈ミルトン・セルザー〉、#50 トム・バレット〈ラリー・ゲイツ〉、#60 ポール・ニコルズ〈ラリー・ゲイツ〉、#76 ジョン・クラントン〈トム・ボズリー〉）
- 奥様は魔女 ※第77・78話
- かわいい魔女ジニー（ピーターソン閣下）
- 刑事コロンボ 構想の死角（運び屋）
- コンバット!（ブラドック二等兵〈シェッキー・グリーン〉）
- 特攻ギャリソン・ゴリラ #8（ドイツ軍将校）
- 0011ナポレオン・ソロ 第60話、第63話
- ボナンザ（ホス〈ダン・ブロッカ〉）
- 逃亡者（#9 レス保安官〈ウィリアム・シャリー〉、#10 デイビー〈ジャック・ウェストン〉、#29 デブリン〈ジョン・マクガイバー〉、#57 レオナルド・ハル〈ジョン・ミルフォード〉[13]、#100 マット〈ニコラス・コラサント〉、#112 チャールズ〈ジャック・レイン〉、#117 バック・レオナード〈タイジ・アンドリュース〉）

#### 人形劇
- 海底大戦争 スティングレイ 海底原始人（原始人）
- サンダーバード 公爵夫人の危機（カジノのオーナー・ゴダード）
- スーパーカー 海底の神殿（ターマン教授）※フジテレビ版

### ラジオドラマ
- どっちを選ぶ？（1959年、ラジオ東京）
- KR山本周五郎アワー「寒橋」（1960年）

### CD
- みんなでうたおうミスター・アンデルセン

### 舞台
- 松川事件（1959年、伊藤機関士の父[14]

### その他コンテンツ
- ハリスの旋風 LPレコード・ドラマ「学園あばれもの」（国松の父）

## 演出・脚本・翻訳作品
演出は大西桂太名義。翻訳、脚本は秋元良介名義。

### 舞台（演出）
- 出口なし（1962年、どらま座） - 演出※西桂太名義[15]
- 劇団アトリエ座公演
  - 国境線のある家（1968年） - 演出※西桂太名義[16]
  - 裁かれるのは誰か？（1969年） - 演出※西桂太名義[17]
  - 狂想曲ホモ・サピエンス（1970年） - 演出※西桂太名義、水城蘭子との連名[18]
- 声の劇団イマージュ公演
  - 夢を見られた男（1999年） - 作
  - 母の詩 愛の詩（2000年） - 構成
  - 生と死の遁走譜（2000年） - 脚色
  - Honesty~誠実（2003年） - 台本
  - みんなちがって みんないい（2004年） - 台本
  - どうして大人は？（2005年） - 台本
  - 青桐よ ありがとう（2005年） - 脚本
  - 国境線のある家（2005年） - 脚色
  - 銀河鉄道の恋人たち　in hirosima（2005年） - 脚色
  - RATS（2009年） - 脚色
- 自由症候群2008（2008年） - 作
- 演劇企画集団人「母の詩 愛の歌」第1回公演（2008年） - 演出・脚本

### 吹き替え（演出）
- 荒鷲の要塞（1975年） - 翻訳
- チャイルド・プレイ（1988年） - 演出・翻訳
- 007 消されたライセンス（1989年） - 演出・翻訳
- ナショナル・ランプーン/クリスマス・バケーション（1991年） - 演出・翻訳
- キャプテン・アメリカ 卍帝国の野望（1992年） - 監修※秋元良介名義
- ティーン・エージェント（1992年） - 演出・翻訳
- アライバル/侵略者（1996年） - 演出・翻訳
- ラッキー・ガイ（1998年）
- クリスマスに雪が降れば（1998年）
- ドラキュラ・イン・ブラッド 血塗られた運命（2000年）
- フルタイム・キラー（2001年）
- N.Y.犯罪潜入捜査官（2001年）
- チェチェン・ウォー（2002年）
- 蒼き狼チンギス・ハーン（2003年）- 音響監督
- オーメン 予兆（2003年）
- ビハインド（2003年）
- サランヘヨ あなたに逢いたくて（2003年）
- ザ・ハンガー プレミアム（2003年）
- 君がいた夏（2004年）
- ホワイトクリスマス 恋しくて、逢いたくて（2004年）

### ドラマCD
- 笑わない人魚（2009年） - 音響監督